# لخضر بلومی
لخضر بلومی (عربی: لخضر بلومي؛ زاده ۲۹ دسامبر ۱۹۵۸) یک بازیکن فوتبال اهل الجزایر است.